# Cansu Çetin
Cansu Çetin est une joueuse de volley-ball turque née le 26 mai 1993 à Ankara. Elle mesure 1,83 m et joue au poste de réceptionneuse-attaquante. Elle totalise 28 sélections en équipe de Turquie.

## Clubs
| Club                 | De        | À         |
| -------------------- | --------- | --------- |
| Çankaya Belediyesi   | 2006-2007 | 2006-2007 |
| İller Bankası Ankara | 2008-2009 | 2009-2010 |
| Eczacıbaşı İstanbul  | 2010-2011 | 2010-2011 |
| Sarıyer Belediyesi   | 2011-2012 | 2013-2014 |
| Beşiktaş İstanbul    | 2014-2015 | 2014-2015 |
| Vakıfbank İstanbul   | 2015-2016 | 2016-2017 |
| Galatasaray İstanbul | 2017-2018 | 2019-2020 |
| Fenerbahçe İstanbul  | 2020-2021 | 2023-2024 |
| Sl Benfica           | 2024-2025 | ...-...   |

## Palmarès

### Équipe nationale
- Ligue européenne: 2014[3]

### Clubs
Eczacıbaşı VitrA
- Coupe de Turquie féminine de volley-ball: 2010–11
- Supercoupe de Turquie féminine de volley-ball: 2011

Sarıyer Belediyesi
- Championnat de Turquie féminin de volley-ball 2: 2011–12

VakıfBank
- Championnat du monde des clubs féminin de volley-ball: 2017
- Ligue des champions féminine de volley-ball: 2016–17
- Championnat de Turquie féminin de volley-ball: 2015–16

Fenerbahçe Opet
- Championnat de Turquie féminin de volley-ball: 2022–23 , 2023–24
- Coupe de Turquie féminine de volley-ball: 2022–23
- Supercoupe de Turquie féminine de volley-ball: 2022

SL Benfica
- Championnat du Portugal féminin de volley-ball: 2024–25[4]
- Supercoupe du Portugal féminine de volley-ball: 2024[5]